# Eichtal-Brand
Das Naturschutzgebiet Eichtal-Brand liegt im Landkreis Germersheim in Rheinland-Pfalz und dort in Sondernheim, einem Ortsteil der Kreisstadt Germersheim, und in den Ortsgemeinden Bellheim und Hördt.
Das Gebiet erstreckt sich nördlich von Hördt. Am nordwestlichen Rand verläuft die B 9, am nordöstlichen Rand die Landesstraße L 552 und am südwestlichen Rand die Kreisstraße K 8. Durch das Gebiet hindurch fließt der Spiegelbach, östlich erstreckt sich das 851 ha große Naturschutzgebiet Hördter Rheinaue.

## Bedeutung
Das rund 335 ha große Gebiet wurde im Jahr 1996 unter der Kennung 334191 unter Naturschutz gestellt. Es umfasst standorttypische, naturnahe Waldbestände sowie extensiv genutztes Grünland mit Gebüschen, Hecken, Einzelbäumen, Seggen- und Röhrichtbeständen und naturnahen Still- und Fließgewässern. Schutzzweck ist die Erhaltung und Entwicklung dieses Gebietes.